# Fundación Palacio de Berlín–Foro Humboldt

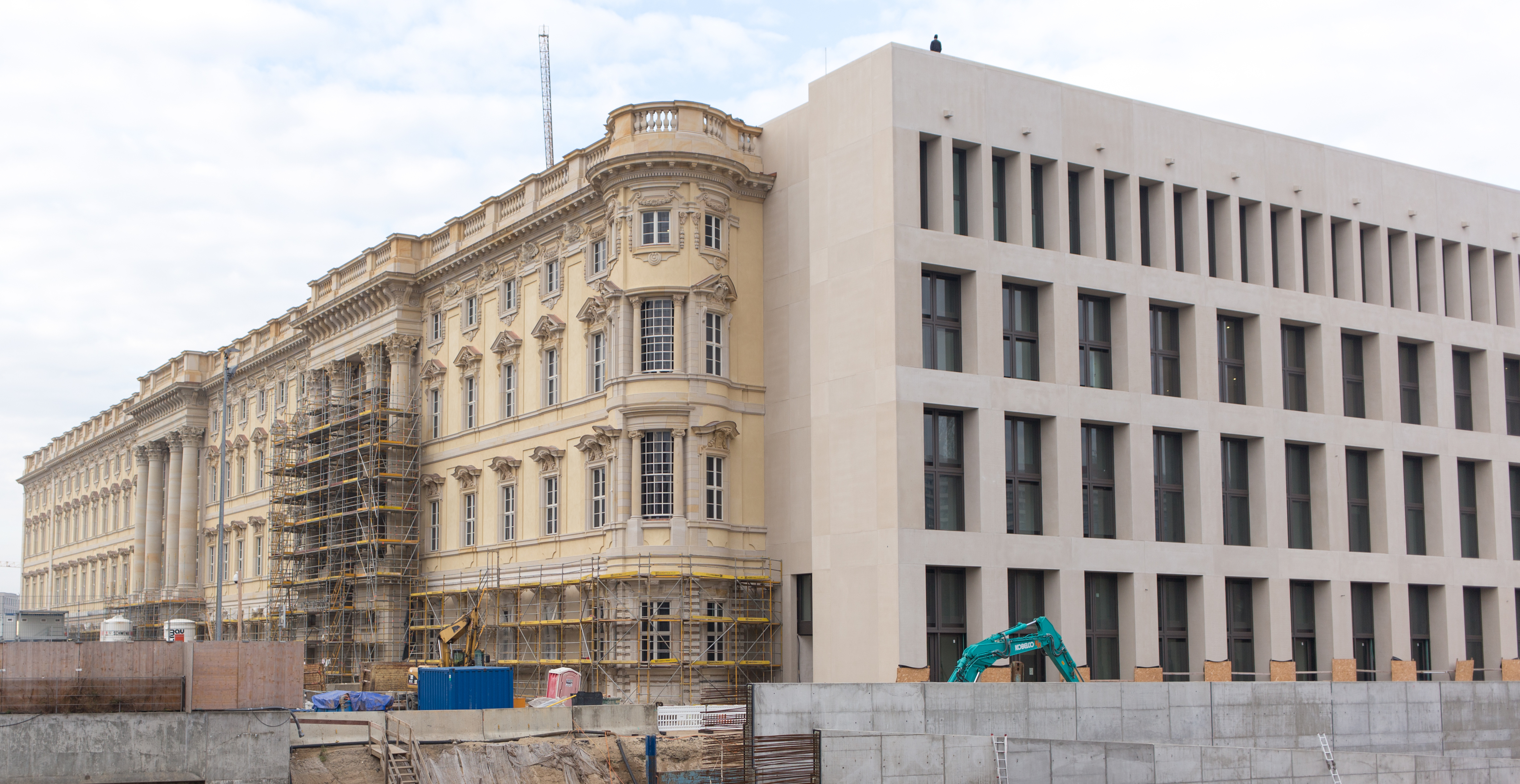
Fachada Sur y Este del Palacio de Berlín (noviembre de 2018)

La Fundación Palacio de Berlín–Foro Humboldt (Stiftung Berliner Schloss – Humboldtforum) o  Fundación para el Foro de Humboldt en el Palacio de Berlín (en alemán: Stiftung Humboldt Forum im Berliner Schloss) está a cargo del museo del Palacio de Berlín–Foro Humboldt en el reconstruido Palacio Real de Berlín y es la propietaria de su patrimonio. Fue creada en 2009 sobre la base de una decisión del Parlamento Federal (Bundestag) y coordina los intereses de los socios del proyecto: la Fundación del Patrimonio Cultural Prusiano (Stiftung Preußischer Kulturbesitz), la Biblioteca Central y Regional de Berlín (Zentral- und Landesbibliothek Berlin) y la Universidad Humboldt (Humboldt-Universität zu Berlin). Además, trabaja en estrecha colaboración con el Comisionado de Cultura y Medios de Comunicación del Gobierno Federal. Tras una resolución aprobada por el Bundestag alemán, recibe financiación del Ministerio Federal de Transporte, Construcción y Desarrollo Urbano.

## Fundación e Historia
Constituida el 2 de julio de 2009, la Fundación nombró su consejo ejecutivo el 1 de noviembre de ese año. Es el organismo que se encargó de la construcción del Humboldt Forum, un proyecto cultural, y es el actual propietario del edificio. Según sus estatutos, la fundación persigue exclusiva y directamente fines benéficos de promoción del arte y la cultura, la educación, los sentimientos internacionales y la tolerancia en todas las áreas de la cultura, el entendimiento internacional, así como la protección y preservación de monumentos. Con esto en mente, la Fundación organiza sus propios eventos, exposiciones y lecturas. Junto con el Museo Etnológico de Berlín, el Museo de arte asiático de Berlín, el Estado de Berlín y la Universidad Humboldt de Berlín, la Fundación proporcionará a la Fundación del Patrimonio Cultural Prusiano locales adecuados para su uso gratuito en el nuevo edificio.

## Propósito de la Fundación
Los principales propósitos de la fundación son:
- Coordinar y agrupar los intereses de los socios en el Humboldt Forum.
- La organización de una exposición permanente con el tema "Centro histórico de Berlín - Identidad y reconstrucción".

Este proyecto ha despertado fascinación y discusión desde el principio. La participación persuasiva y entusiasta del público en general fue la señal decisiva para que el Bundestag respaldara los planes y proporcionara fondos públicos.
En enero de 2016, la Fundación pasó a llamarse "Stiftung Humboldt Forum im Berliner Schloss".

## Proyecto de construcción
El 4 de julio de 2002, el Bundestag alemán adoptó la recomendación de la Comisión Internacional de Expertos sobre el Centro Histórico de Berlín, una recomendación que fue aprobada por poco. La resolución adoptada por este propósito prevé que la remodelación urbana de la isla del Spree se base en gran medida en el plan histórico de la ciudad y que el desarrollo del área del palacio se base en la planta del antiguo palacio de Berlín. Además, el Bundestag alemán siguió la recomendación de la Comisión de reconstruir las fachadas barrocas en los lados norte, oeste y sur, así como en el patio interior.

### Reconstrucción del Palacio de Berlín
El 21 de diciembre de 2007, la Oficina Federal de Edificación y Planificación Regional anunció un concurso para la reconstrucción del Palacio de la Ciudad de Berlín y la construcción del Humboldt Forum de Berlín. El primer premio fue para Franco Stella por su diseño. Los trabajos estructurales comenzaron en junio de 2013. Tras la finalización de las obras, el complejo de edificios alberga el Humboldt Forum y una nueva estación de metro, cuya inauguración está prevista para 2021.

### Contribuciones
Los costes adicionales de la reconstrucción de las fachadas barrocas en comparación con un diseño de fachada contemporáneo ascendieron a 80 millones de euros. Estos se recaudaron mediante donaciones. En particular, la asociación sin fines de lucro Förderverein Berliner Schloss ha estado recolectando dinero desde 2004 para la reconstrucción de las fachadas con una amplia colección de donaciones tanto públicas como privadas.

## Foro de Humboldt
La Fundación del Patrimonio Cultural Prusiano mostrará las colecciones no europeas de sus Museos Nacionales en Berlín en el segundo y tercer piso, mientras que en el primer piso se ubicarán los Talleres de Conocimiento.

## Imágenes

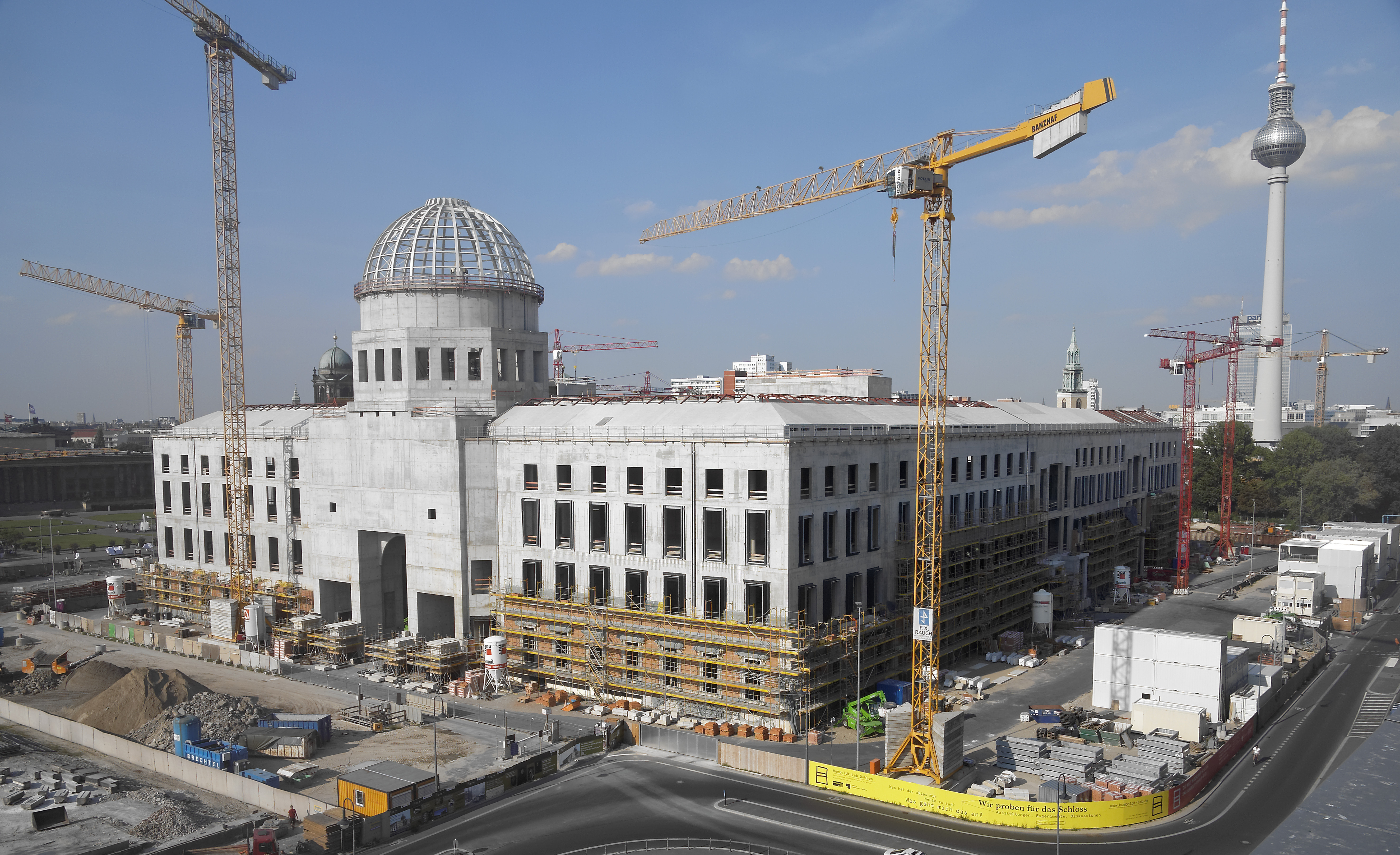
Humboldt Forum durante su construcción el 31 de agosto de 2015
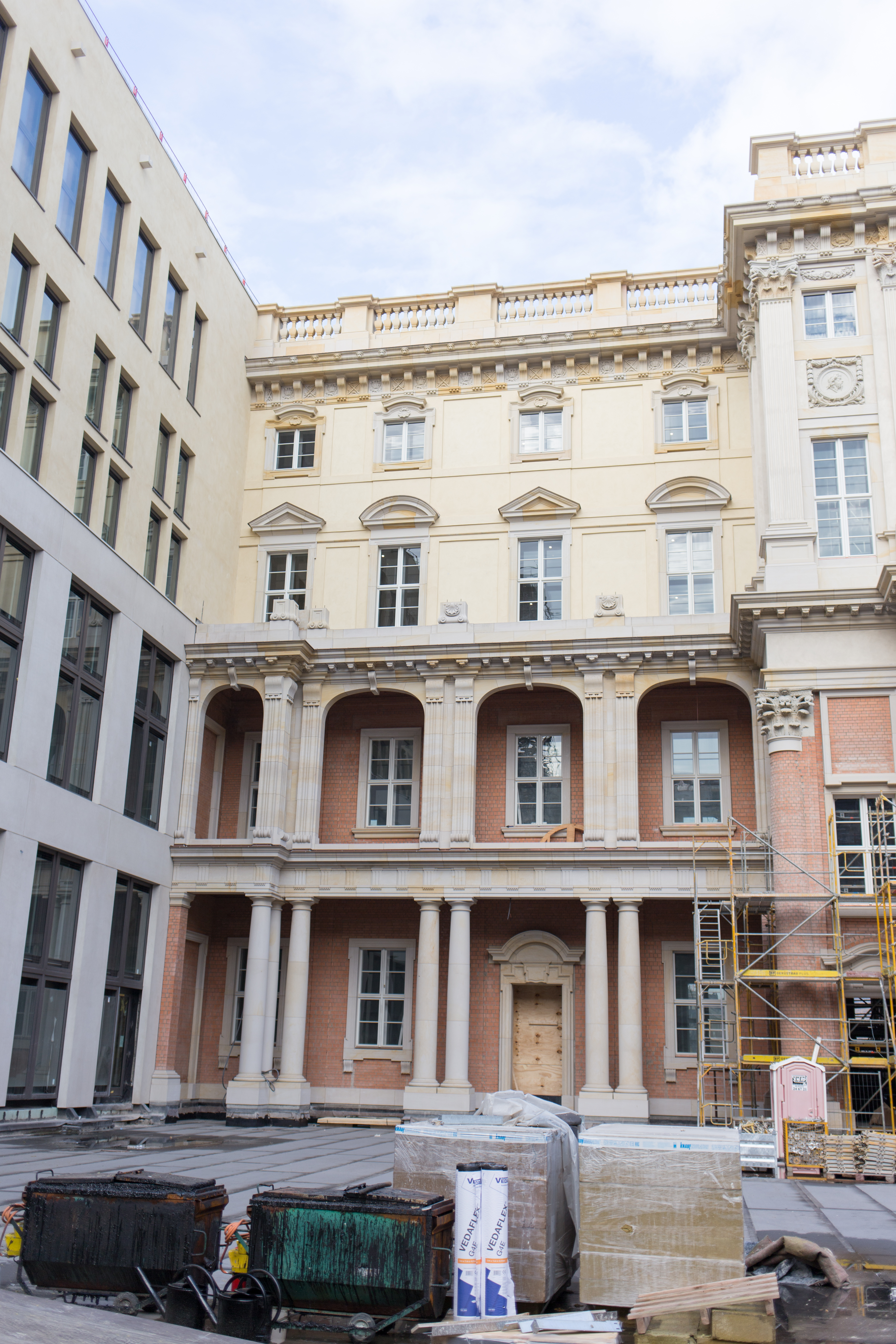
Patio interior
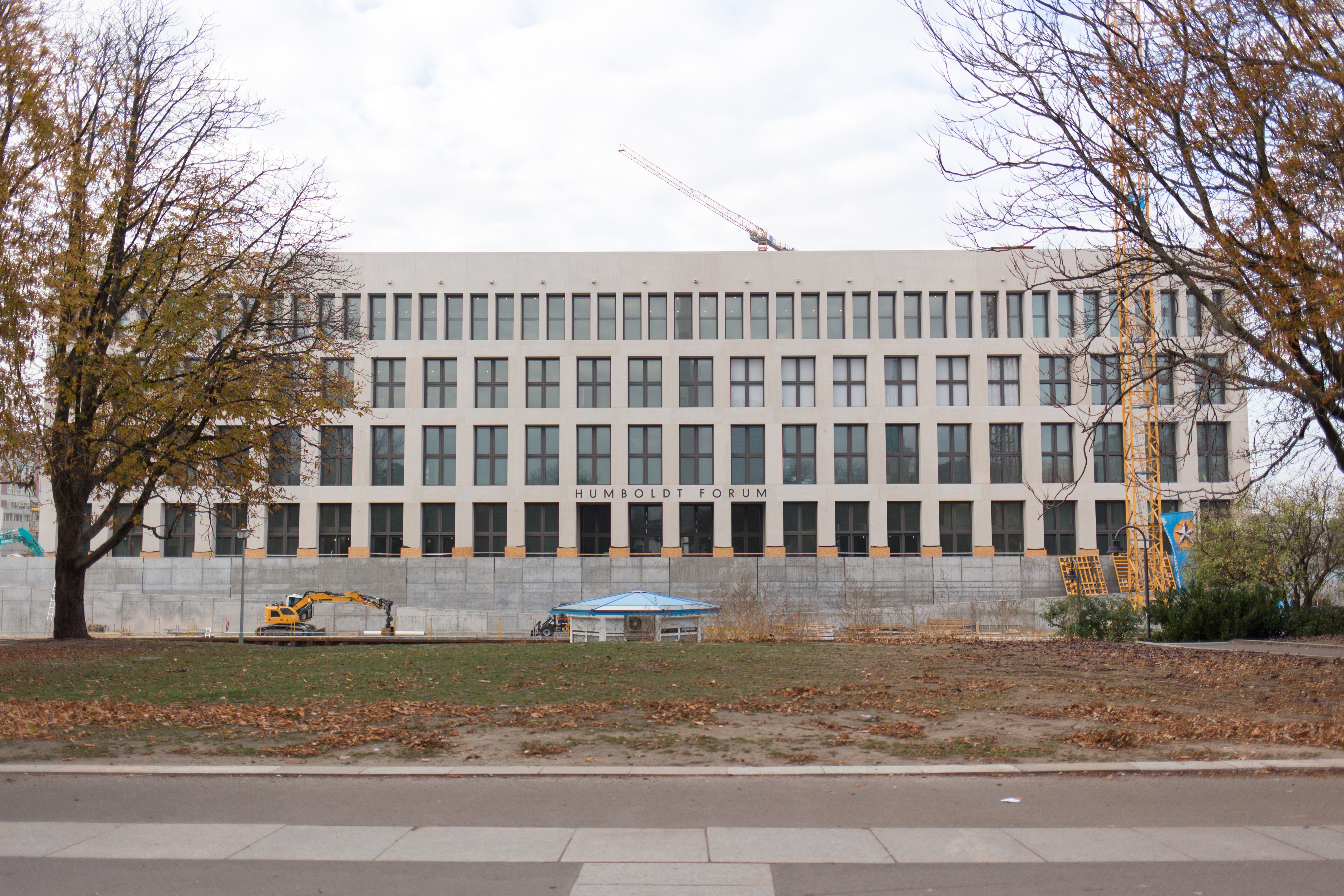
Fachada este
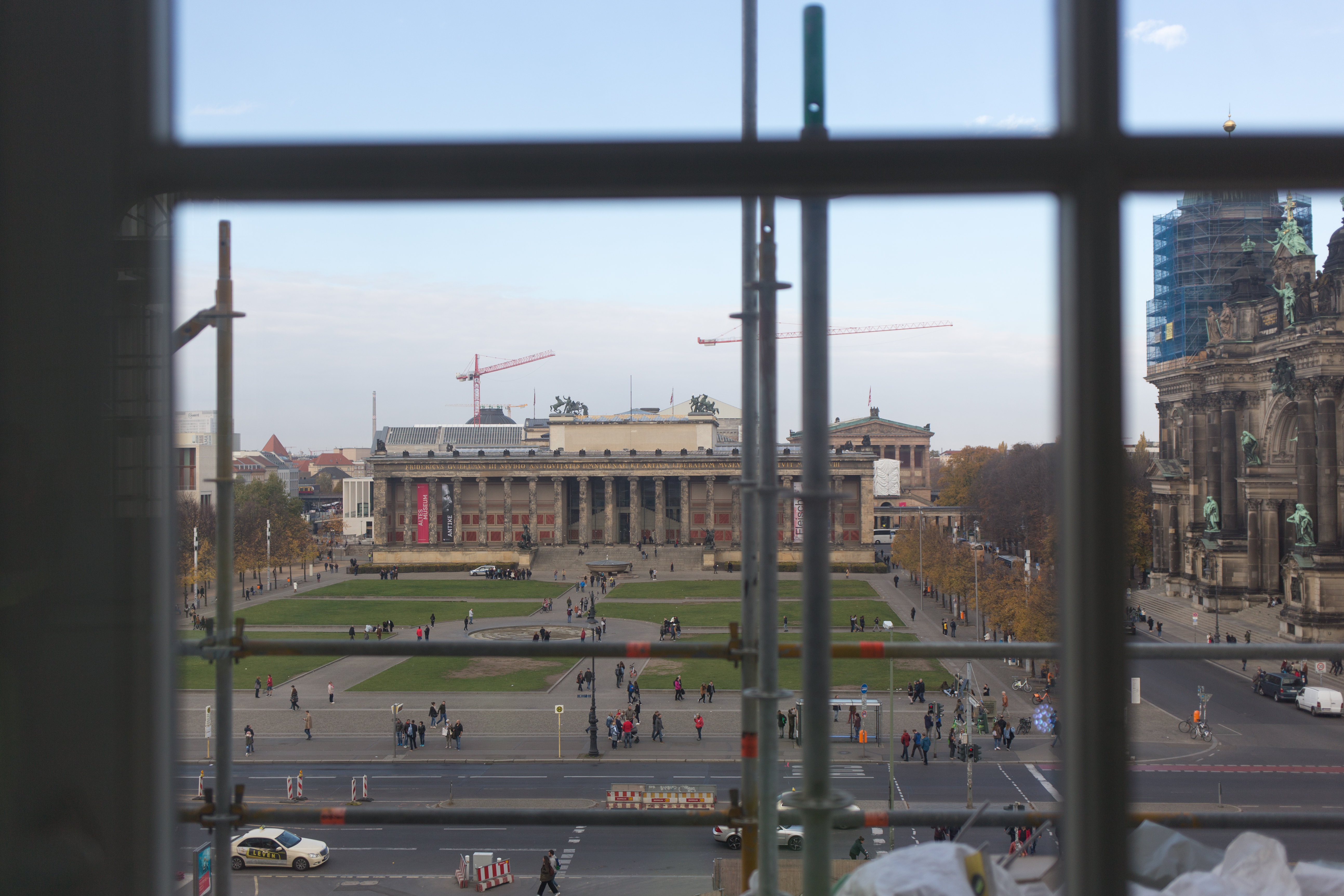
Vista desde el palacio al Altes Museum
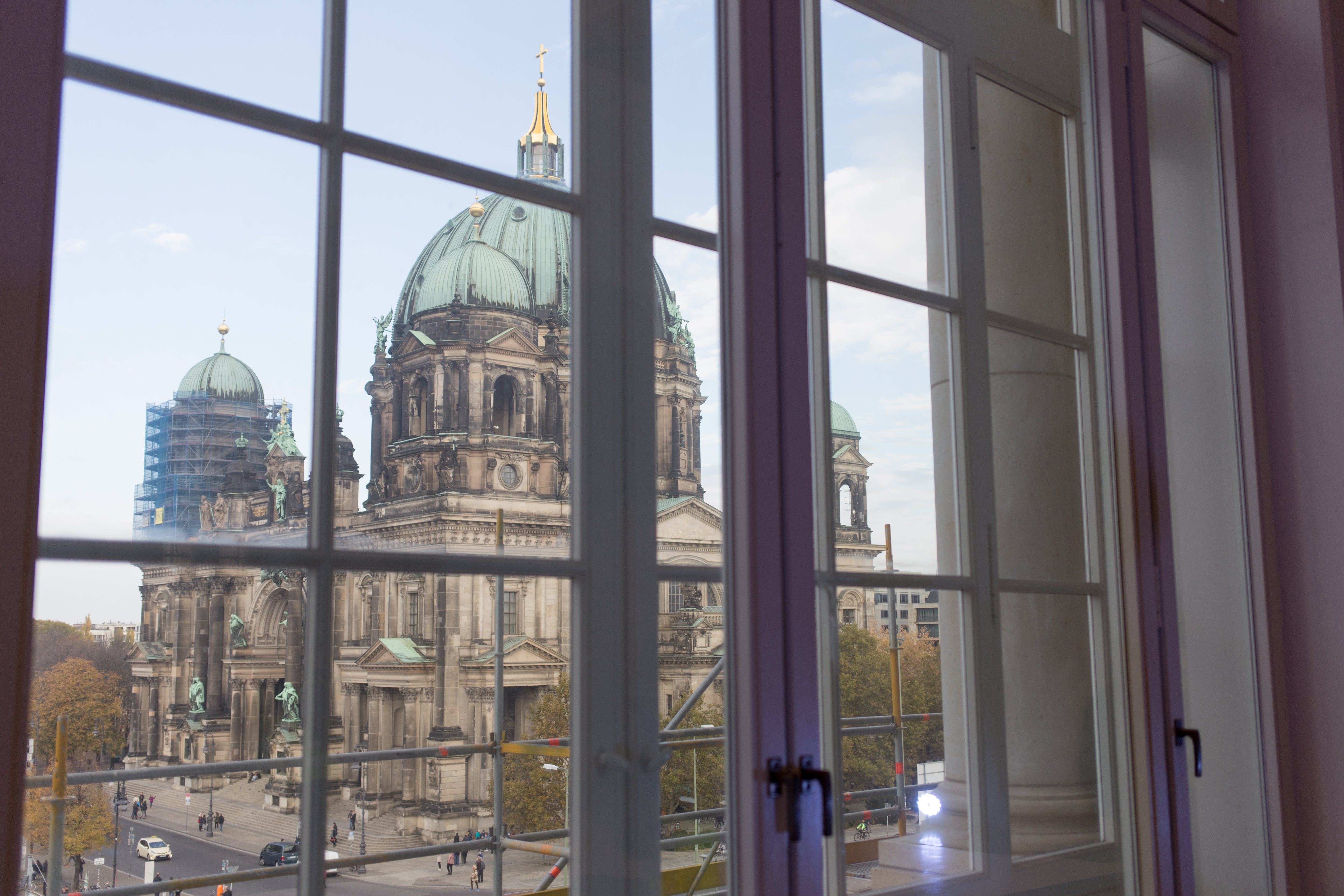
Vista desde el palacio a la Catedral de Berlín